# Trachysalambria
Trachysalambria is een geslacht van kreeftachtigen uit de klasse van de Malacostraca (hogere kreeftachtigen).

## Soorten
- Trachysalambria albicoma (Hayashi & Toriyama, 1980)
- Trachysalambria aspera (Alcock, 1905)
- Trachysalambria brevisuturae (Burkenroad, 1934)
- Trachysalambria curvirostris (Stimpson, 1860)
- Trachysalambria fulva (Dall, 1957)
- Trachysalambria longipes (Paulson, 1875)
- Trachysalambria malaiana (Balss, 1933)
- Trachysalambria nansei Sakaji & Hayashi, 2003
- Trachysalambria palaestinensis (Steinitz, 1932)
- Trachysalambria starobogatovi (Ivanov & Hassan, 1976)
- Trachysalambria villaluzi (Muthu & Motoh, 1979)